# ملكة جمال مراهقات الولايات المتحدة الأمريكية 2020
ملكة جمال مراهقات الولايات المتحدة الأمريكية 2020 ، هي نسخة الثامنة والثلاثين من مسابقة ملكة جمال مراهقات الولايات المتحدة الأمريكية. نظرًا لاستمرار انتشار جائحة كوفيد-19 ، فقد كان مقررًا في الأصل أن ينطلق في ربيع 2020 ، وعقدت المابقة في 7 نوفمبر 2020 في مركز المعارض في غريسلاند في ممفيس ، تينيسي. استضافت المسابقة ألي لافورس و تشيسلي كريست. في نهاية الحدث توجت كيالاني أرودا من هاواي من قبل ملكة جمال السابقة كالي غاريس من ولاية كونيتيكت.
هذه المسابقة بمثابة العام الأول الذي تم فيه استخدام تاج جديد من صنع المجوهرات الفاخرة معوض في مسابقة ملكة جمال مراهقات الولايات المتحدة الأمريكية ، مما أدى فعليًا إلى تقاعد تاج ميكيموتو. للسنة الثالثة على التوالي ، أقيمت المسابقة بالتزامن مع مسابقة ملكة جمال الولايات المتحدة الأمريكية.

## النتائج

### المراكز النهائية

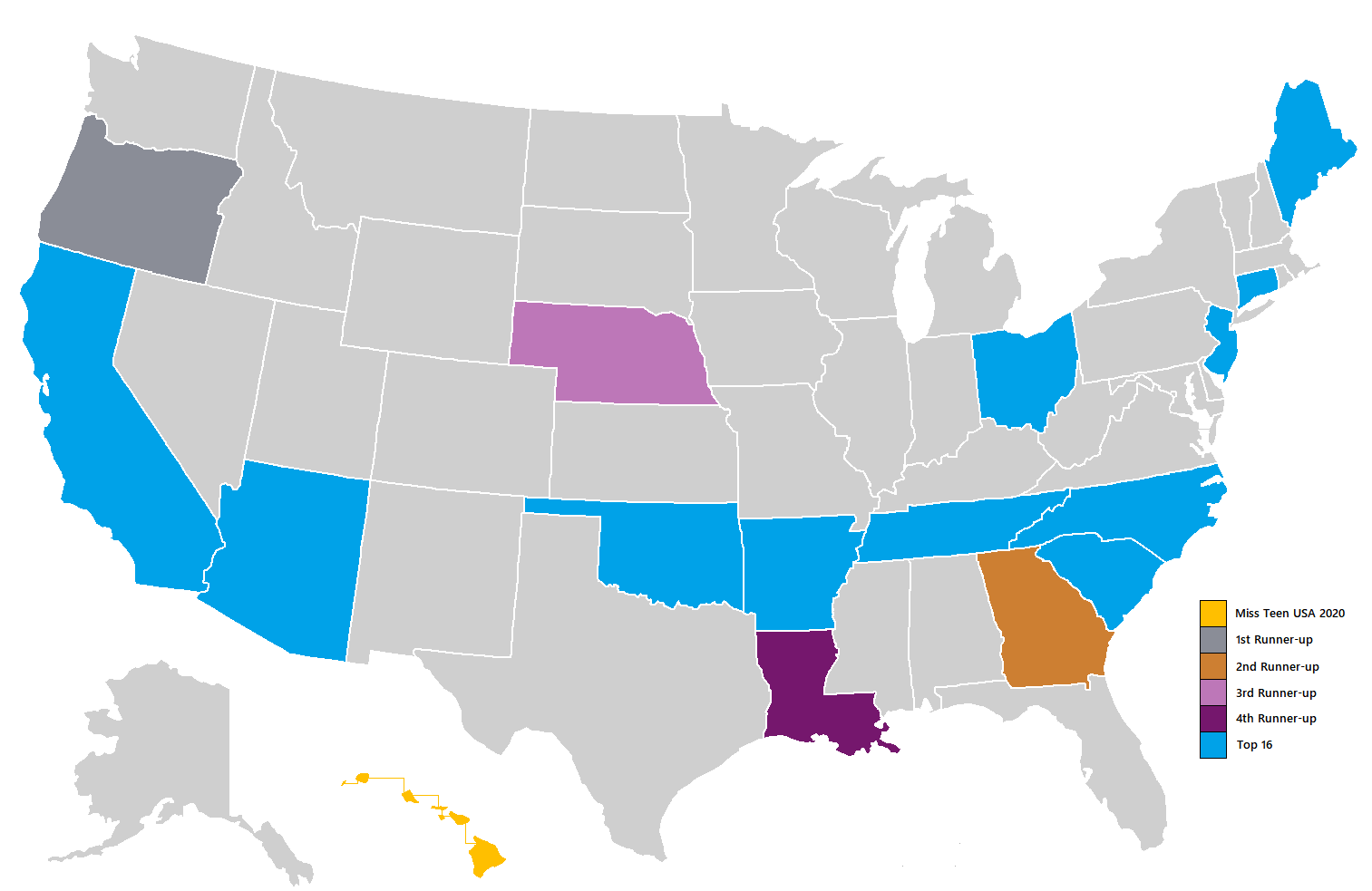
نتائج ملكة جمال مراهقات الولايات المتحدة الأمريكية 2020.

| النتائج النهائية                                  | المتنافسة |
| ------------------------------------------------- | --- |
| ملكة جمال مراهقات الولايات المتحدة الأمريكية 2020 | - هاواي - كيالاني أرودا |
| الوصيفة الأولى                                    | - أوريغون - شايلا مونتغمري |
| الوصيفة الثانية                                   | - جورجيا - شايلا جاكسون |
| الوصيفة الثالثة                                   | - نبراسكا - أودري إيكرت |
| الوصيفة الرابعة                                   | - لويزيانا - سيدني تايلور |
| أفضل 16                                           | - أريزونا - مولي شوانز - أركنساس - آنا كلير هاي § - كاليفورنيا - زوي هانت - كونيتيكت - سامانثا ساريلي - مين - جريس موري - نيو جيرسي - جيلين بولانكو - كارولاينا الشمالية - بيتون براون - أوهايو - ليلي ماكلولين - أوكلاهوما - دانيكا كريستوفرسون - كارولاينا الجنوبية - جراسين غرينجر - تينيسي - أنسلي إيكر |

## روابط خارجية
- موقع ملكة جمال مراهقات الولايات المتحدة الأمريكية الرسمي